# DH Cephei
DH Cephei (DH Cep) es una estrella binaria en la constelación de Cefeo de magnitud aparente +8,61.
Al ser una estrella muy alejada del sistema solar, la medida de su paralaje (0,65 ± 0,87 milisegundos de arco) no es útil para conocer la distancia a la que se encuentra.
Sin embargo, su pertenencia al cúmulo abierto NGC 7380 permite estimar su distancia en 2600 pársecs (8500 años luz).
DH Cephei está compuesta por dos estrellas azules de la secuencia principal de tipo O6V.
Muy calientes, su temperatura efectiva alcanza los 41.000 K.
La componente primaria brilla con una luminosidad 73.400 veces superior a la del Sol, aunque según otro modelo podría ser hasta 150.000 veces más luminosa que nuestra estrella.
Su masa es aproximadamente 21 veces mayor que la masa solar.
Gira sobre sí misma con una velocidad de rotación proyectada de 135 km/s y su radio es 12,9 veces más grande que el del Sol.
La componente secundaria tiene la misma masa que su compañera y una luminosidad 70.700 veces superior a la luminosidad solar —también según otro modelo su luminosidad podría hasta 104.000 veces mayor que la del Sol—.
Con un radio 11,3 veces más grande que el radio solar, rota a una velocidad de al menos 105 km/s.
El período orbital de esta binaria es de 2,111 días y la excentricidad de la órbita es ε = 0,13.
La separación entre ambas estrellas es de 0,13 UA.
DH Cephei es una estrella variable con una variación de brillo de 0,09 magnitudes; en el General Catalogue of Variable Stars figura catalogada como una variable elipsoidal rotante (ELL).
DH Cephei, con una edad de 4 millones de años, se encuentra en la etapa tardía de limpieza del material circundante.
Puede haber provocado la formación estelar en nubes moleculares vecinas que albergan estrellas jóvenes que tienen la misma edad y comparten movimiento propio con NGC 7380, si bien no están gravitacionalmente ligadas a dicho cúmulo.